# Чаир (сад)
Чаир — тип традиционного садового хозяйства в горном и предгорном Крыму, представляющий собой многоуровневый фитобиогеоценоз. Имеет древние традиции, совмещающие многофункциональность (сад, сенокос, пастбище и лесозаготовки), гармонию с природой (учёт местных особенностей климата и рельефа), а также общественное использование членами всего селища на протяжении нескольких поколений и даже столетий. В XIX веке российские архитекторы Крыма включили элементы крымских народных агротехнических традиций в ландшафтный дизайн при создании парков и дач: так появился знаменитый парк Чаир, не имеющий уже прямого сельскохозяйственного значения.

## История и этимология
Своим происхождением чаиры обязаны совершенствованию агротехнической культуре народов, живших в Крыму: издавна на склонах местных гор выращивались сады, которые не требовали особого ухода. В букв. переводе с крымскотатарского название чаир (çayır) означает «горный луг» или «сенокос». Oднако в Крыму чаиры превратились в поликультурные растительные сообщества многофункционального общественного использования. Чаиры противопоставляются «аланам» — обычным полянам в горных лесах, которые используются для сенокосов и пастбищ. При этом истоки крымского чаирного садоводства уходят корнями в глубокую древность. К примеру, раскопки горного поселения тавров Уч-баш показали использование древними таврами черешни, алычи, вишни. В поселениях и могильниках степных скифов были также найдены остатки груш, яблок, грецких орехов и черешни. В средние века устройством чаиров занимались в основном остатки христианского населения (армян, готов, греков). Однако с переходом на оседлость эту традицию постепенно переняли и крымские татары, особенно после массовой эмиграции христиан в Российскую империю около 1780 года: часть оседлых христиан перешла в ислам, чтобы остаться на своих местах.

## Устройство
Устройство чаира было своего рода ритуалом. При этом использовались абрикосы, сливы, яблоки, груши, кизил,  тёрн, алыча, айва, фундук, грецкий орех. В качестве подвоя в чаирных садах использовались плодоносящие или же молодые деревья дикой груши, яблони или черешни. Из яблоневых сортов в чаире преобладали синапы: кандиль, сары, судакский, саблы, кара. Синапы происходили из турецкого города Синоп, но были улучшены в Крыму путём селекции и скрещивания с местными горно-лесными яблонями. Сливу же прививали на тёрн или мелкоплодную алычу. Непременным атрибутом чаира были и неплодовые тенеобразующие деревья: чинара (платан Platanus orientalis), конский каштан, а также тополь. Их мощные раскидистые кроны помогали поддерживать идеальный баланс тепла, влаги, замедляли ветра, давали тень, препятствовали эрозии и наконец смягчали зной над более мелкими деревьями и кустарниками. Стволы деревьев использовались как подпорки для лоз винограда. Старейшие деревья чаиров имеют возраст 300—500 лет.
На первом этапе устройства чаира долину горного ручья перегораживали рядами плетёных запруд с целью задержания плодородного ила, который образовывал несколько рядов террас на склоне горы или холма. Наиболее благоприятными для чаиров считались горные склоны на высотах до 700 м над уровнем моря, с которых в низину скатывался холодный воздух. Чаир не придерживается рядности, т. к. первостепенными факторами являются неоднородный микроклимат и локальное увлажнение. Некоторые секреты чаирного садоводства дошли до наших дней. К примеру, при посадке грецкого ореха выкапывалась неглубокая яма. Затем на дно её укладывался плоский камень, который не давал основному корню уйти далеко вглубь бесплодной и сухой горной почвы. Таким образом корневая система ореха развивала длинные боковые корни на небольшой глубине в верхнем плодородном и более увлажнённом слое земли. Кроме этого, сверху на плоский камень кидали несколько горстей пшеницы или ячменя. Эти зёрна хоть и прорастали, но пробиться на поверхность не могли, сгнивая в земле и превращаясь в естественное удобрение для молодого дерева. Другой тонкостью была посадка двух связанных вместе саженцев так, чтобы их корни в первые пару лет тесно срастались между собой. Через пару лет ствол послабее срезали и в результате оставшийся саженец получал мощную корневую систему, которой была не страшна засуха.

## Использование и уход
В чаирах пасли овец, коз, коров; косили траву; заготавливали дрова и собирали хворост. В чаирах также собирали плоды для изготовления фруктового мёда (бекмеса), сухофруктов, повидла и компотов. Хотя чаиры не требовали тщательного ухода, приложение труда в виде периодического прореживания кроны, удаления засохших ветвей, а также снабжения (в плодородные годы) ветвей подпорками давало положительные результаты. Чаиры вырастали в основном близ небольших сельских общин, не имели ограды и пользовались их дарами все члены общины. В период Крымского ханства однако появились и большие частные чаиры, полностью или частично ограждённые для предотвращения перевыпаса скота.

## Расцвет и упадок
Внедрение технологий промышленного садоводства в советском Крыму привело к упадку традиционного чаирного садоводства. Если до революции 1917 года на полуострове было 8000 га чаирных садов, то к середине 1930—х годов их осталось не более 5000 га, а к началу XXI века сохраняется не более 20 га древних чаирных садов. На территории Алуштинского, Бахчисарайского, Белогорского лесничеств в чаирных садах можно oбнаружить реликтовые 100—120-летние деревья Розмарина белого, Ранета Шампанского и Кандиль-синапа. При этом местные сорта в чаире давали дo 2 т яблок, а завезённые — не более 1 т.